# 佐々木敏夫
佐々木 敏夫（ささき としお、1942年（昭和17年）10月21日 - ）は、日本の政治家。大分県豊後高田市長（3期）。元大分県議会議員（8期）、元大分県議会議長。

## 来歴
大分県豊後高田市出身。1965年（昭和40年）3月、専修大学経済学部卒業。
1987年（昭和62年）、大分県議会議員選挙に初当選。2003年（平成15年）に県議会議長に就任。また、県議時代は自由民主党県連副会長などを務めた。
2017年（平成29年）2月13日、次期豊後高田市長選挙への出馬を表明。同年4月16日に行われた市長選に、市外在住者向けの土地代無料の分譲団地造成や、中学生までの給食費無料化、高校生までの医療費無料化などを公約に掲げ立候補。現職の永松博文市長から事実上の後継指名を受けた元豊後高田商工会議所会頭の野田洋二との一騎打ちを制し初当選を果たした。4月24日、市長就任。選挙の結果は以下のとおり。
※当日有権者数：19,399人 最終投票率：73.57%（前回比：+14.43pts）
| 候補者名   | 年齢 | 所属党派 | 新旧別 | 得票数  | 得票率 | 推薦・支持 |
| ---------- | ---- | -------- | ------ | ------- | ------ | ---------- |
| 佐々木敏夫 | 74   | 無所属   | 新     | 7,127票 | 50.50% |            |
| 野田洋二   | 69   | 無所属   | 新     | 6,987票 | 49.50% |            |

2021年、無投票により再選。
2025年（令和7年）4月13日に行われた市長選では、元市課長を破って三選を果たした。
※当日有権者数：17,763人 最終投票率：65.63%（前回比：-7.94pts）
| 候補者名   | 年齢 | 所属党派 | 新旧別 | 得票数  | 得票率 | 推薦・支持 |
| ---------- | ---- | -------- | ------ | ------- | ------ | ---------- |
| 佐々木敏夫 | 82   | 無所属   | 現     | 6,012票 | 51.96% |            |
| 河野真一   | 59   | 無所属   | 新     | 5,559票 | 49.04% |            |

同日に行われた群馬県太田市長選挙で現職の清水聖義が敗れたため、全国市長会によると、全国の現職市長のうち最高齢の清水（83歳）の落選により、82歳の佐々木が最高齢市長となる。

## 市政
- 2023年（令和5年）4月1日、性的少数者（LGBTなど）のカップルを婚姻に相当する関係にあると認める「パートナーシップ宣誓制度」を導入した[9]。